# Khozu-Avia
Khozu-Avia of Hazu Avia is een Kazachse luchtvaartmaatschappij met haar thuisbasis in Almaty.

## Geschiedenis
Khozu-Avia is opgericht in 2002.

## Vloot
De vloot van Khozu-Avia bestaat uit:(juli 2016)
- 1 Bombardier CRJ-700
- 1 Bombardier CRJ-200